# FIFA 100
FIFA 100 je seznam 125-ih najboljših nogometašev, ki ga je sestavil Pelé ob stoletnici FIFA, razkrit je bil 4. marca 2004 na gala prireditvi. Prvotno naj bi seznam obsegal 50 upokojenih in 50 aktivnih nogometašev, toda Pelé je sestavil seznam najboljših 50 leta 2004 še aktivnih in 75 upokojenih nogometašev. Seznam vsebuje 123 nogometašev in dve nogometašici iz sedemintridesetih držav.

## Seznam
| Nogometaš      | Položaj   | Datum rojstva     |
| -------------- | --------- | ----------------- |
| Gordon Banks   | vratar    | 30. december 1937 |
| David Beckham  | vezist    | 2. maj 1975       |
| Bobby Charlton | vezist    | 11. oktober 1937  |
| Kevin Keegan   | napadalec | 14. februar 1951  |
| Gary Lineker   | napadalec | 30. november 1960 |
| Michael Owen   | napadalec | 14. december 1979 |
| Alan Shearer   | napadalec | 13. avgust 1970   |

| Nogometaš            | Položaj         | Datum rojstva     |
| -------------------- | --------------- | ----------------- |
| Gabriel Batistuta    | napadalec       | 1. februar 1969   |
| Hernán Crespo        | napadalec       | 5. julij 1975     |
| Alfredo di Stéfano   | napadalec       | 4. julij 1926     |
| Mario Kempes         | napadalec       | 15. julij 1954    |
| Diego Maradona       | napadalec       | 30. oktober 1960  |
| Daniel Passarella    | branilec        | 25. maj 1953      |
| Javier Saviola       | napadalec       | 11. december 1981 |
| Omar Sivori          | napadalec       | 2. oktober 1935   |
| Juan Sebastián Verón | vezist          | 9. marec 1975     |
| Javier Zanetti       | branilec/vezist | 10. avgust 1973   |

| Nogometaš           | Položaj | Datum rojstva    |
| ------------------- | ------- | ---------------- |
| Jan Ceulemans       | vezist  | 28. februar 1957 |
| Jean-Marie Pfaff    | vratar  | 4. december 1953 |
| Franky Van der Elst | vezist  | 30. april 1961   |

| Nogometaš       | Položaj   | Datum rojstva   |
| --------------- | --------- | --------------- |
| Hristo Stojčkov | napadalec | 8. februar 1966 |

| Nogometaš      | Položaj          | Datum rojstva      |
| -------------- | ---------------- | ------------------ |
| Carlos Alberto | branilec         | 17. julij 1944     |
| Cafu           | branilec         | 7. junij 1970      |
| Falcão         | vezist           | 16. oktober 1953   |
| Pelé           | napadalec        | 23. oktober 1940   |
| Júnior         | vezist           | 29. junij 1954     |
| Rivaldo        | vezist           | 19. april 1972     |
| Rivelino       | vezist           | 1. januar 1946     |
| Roberto Carlos | branilec         | 10. april 1973     |
| Romário        | napadalec        | 29. januar 1966    |
| Ronaldinho     | vezist/napadalec | 21. marec 1980     |
| Ronaldo        | napadalec        | 18. september 1976 |
| Djalma Santos  | branilec         | 27. februar 1929   |
| Nílton Santos  | branilec         | 16. maj 1925       |
| Sócrates       | vezist           | 19. februar 1954   |
| Zico           | vezist/napadalec | 3. marec 1953      |

| Nogometaš      | Položaj   | Datum rojstva    |
| -------------- | --------- | ---------------- |
| Elías Figueroa | branilec  | 25. oktober 1946 |
| Iván Zamorano  | napadalec | 18. januar 1967  |

| Nogometaš      | Položaj | Datum rojstva   |
| -------------- | ------- | --------------- |
| Josef Masopust | vezist  | 9. februar 1931 |
| Pavel Nedvěd   | vezist  | 30. avgust 1972 |

| Nogometaš        | Položaj   | Datum rojstva     |
| ---------------- | --------- | ----------------- |
| Brian Laudrup    | napadalec | 22. februar 1969  |
| Michael Laudrup  | vezist    | 15. junij 1964    |
| Peter Schmeichel | vratar    | 18. november 1963 |

| Nogometaš        | Položaj   | Datum rojstva     |
| ---------------- | --------- | ----------------- |
| Éric Cantona     | napadalec | 24. maj 1966      |
| Marcel Desailly  | branilec  | 7. september 1968 |
| Didier Deschamps | vezist    | 15. oktober 1968  |
| Just Fontaine    | napadalec | 18. avgust 1933   |
| Thierry Henry    | napadalec | 17. avgust 1977   |
| Raymond Kopa     | vezist    | 31. oktober 1931  |
| Pierre Papin     | napadalec | 5. november 1963  |
| Robert Pirès     | vezist    | 29. oktober 1973  |
| Michel Platini   | vezist    | 21. junij 1955    |
| Lilian Thuram    | branilec  | 1. januar 1972    |
| Marius Trésor    | branilec  | 15. januar 1950   |
| David Trezeguet  | napadalec | 15. oktober 1977  |
| Patrick Vieira   | vezist    | 23. junij 1976    |
| Zinedine Zidane  | vezist    | 23. junij 1972    |

| Nogometaš  | Položaj   | Datum rojstva    |
| ---------- | --------- | ---------------- |
| Abédi Pelé | napadalec | 5. november 1964 |

| Nogometaš   | Položaj   | Datum rojstva  |
| ----------- | --------- | -------------- |
| Davor Šuker | napadalec | 1. januar 1968 |

| Nogometaš | Položaj | Datum rojstva   |
| --------- | ------- | --------------- |
| Roy Keane | vezist  | 10. avgust 1971 |

| Nogometaš            | Položaj   | Datum rojstva      |
| -------------------- | --------- | ------------------ |
| Roberto Baggio       | napadalec | 18. februar 1967   |
| Franco Baresi        | branilec  | 8. maj 1960        |
| Giuseppe Bergomi     | branilec  | 22. december 1963  |
| Giampiero Boniperti  | napadalec | 4. julij 1928      |
| Gianluigi Buffon     | vratar    | 28. januar 1978    |
| Alessandro Del Piero | napadalec | 9. november 1974   |
| Giacinto Facchetti   | branilec  | 18. julij 1942     |
| Paolo Maldini        | branilec  | 26. junij 1968     |
| Alessandro Nesta     | branilec  | 19. marec 1976     |
| Gianni Rivera        | vezist    | 18. avgust 1943    |
| Paolo Rossi          | napadalec | 23. september 1956 |
| Francesco Totti      | napadalec | 27. september 1976 |
| Christian Vieri      | napadalec | 12. julij 1973     |
| Dino Zoff            | vratar    | 28. februar 1942   |

| Nogometaš       | Položaj | Datum rojstva   |
| --------------- | ------- | --------------- |
| Hidetoši Nakata | vezist  | 22. januar 1977 |

| Nogometaš | Položaj  | Datum rojstva    |
| --------- | -------- | ---------------- |
| Bo        | branilec | 12. februar 1969 |

| Nogometaš   | Položaj   | Datum rojstva |
| ----------- | --------- | ------------- |
| Roger Milla | napadalec | 20. maj 1952  |

| Nogometaš         | Položaj | Datum rojstva     |
| ----------------- | ------- | ----------------- |
| Carlos Valderrama | vezist  | 2. september 1961 |

| Nogometaš   | Položaj   | Datum rojstva   |
| ----------- | --------- | --------------- |
| George Weah | napadalec | 1. oktober 1966 |

| Nogometaš     | Položaj   | Datum rojstva |
| ------------- | --------- | ------------- |
| Ferenc Puskás | napadalec | 2. april 1927 |

| Nogometaš    | Položaj   | Datum rojstva  |
| ------------ | --------- | -------------- |
| Hugo Sánchez | napadalec | 11. julij 1958 |

| Nogometaš             | Položaj   | Datum rojstva      |
| --------------------- | --------- | ------------------ |
| Michael Ballack       | vezist    | 26. september 1976 |
| Franz Beckenbauer     | libero    | 11. september 1945 |
| Paul Breitner         | vezist    | 5. september 1951  |
| Oliver Kahn           | vratar    | 15. junij 1969     |
| Jürgen Klinsmann      | napadalec | 30. julij 1964     |
| Sepp Maier            | vratar    | 28. februar 1944   |
| Lothar Matthäus       | vezist    | 21. marec 1961     |
| Gerd Müller           | napadalec | 3. november 1945   |
| Karl-Heinz Rummenigge | napadalec | 25. september 1955 |
| Uwe Seeler            | napadalec | 5. november 1936   |

| Nogometaš            | Položaj   | Datum rojstva      |
| -------------------- | --------- | ------------------ |
| Marco van Basten     | napadalec | 31. oktober 1964   |
| Dennis Bergkamp      | napadalec | 10. maj 1969       |
| Johan Cruyff         | napadalec | 25. april 1947     |
| Edgar Davids         | vezist    | 13. marec 1973     |
| Ruud Gullit          | vezist    | 1. september 1962  |
| René van de Kerkhof  | vezist    | 16. september 1951 |
| Willy van de Kerkhof | vezist    | 16. september 1951 |
| Patrick Kluivert     | napadalec | 1. julij 1976      |
| Johan Neeskens       | vezist    | 15. september 1951 |
| Ruud van Nistelrooy  | napadalec | 1. julij 1976      |
| Rob Rensenbrink      | napadalec | 3. julij 1947      |
| Frank Rijkaard       | vezist    | 30. september 1962 |
| Clarence Seedorf     | vezist    | 1. april 1976      |

| Nogometaš      | Položaj | Datum rojstva   |
| -------------- | ------- | --------------- |
| Jay-Jay Okocha | vezist  | 14. avgust 1973 |

| Nogometaš | Položaj   | Datum rojstva   |
| --------- | --------- | --------------- |
| Romerito  | napadalec | 28. avgust 1960 |

| Nogometaš        | Položaj   | Datum rojstva |
| ---------------- | --------- | ------------- |
| Teófilo Cubillas | napadalec | 8. marec 1949 |

| Nogometaš       | Položaj | Datum rojstva |
| --------------- | ------- | ------------- |
| Zbigniew Boniek | vezist  | 3. marec 1956 |

| Nogometaš | Položaj   | Datum rojstva    |
| --------- | --------- | ---------------- |
| Eusébio   | napadalec | 25. januar 1942  |
| Luís Figo | vezist    | 4. november 1972 |
| Rui Costa | vezist    | 29. marec 1972   |

| Nogometaš     | Položaj | Datum rojstva   |
| ------------- | ------- | --------------- |
| Gheorghe Hagi | vezist  | 5. februar 1965 |

| Nogometaš     | Položaj | Datum rojstva |
| ------------- | ------- | ------------- |
| Rinat Dasajev | vratar  |               |

| Nogometaš      | Položaj   | Datum rojstva   |
| -------------- | --------- | --------------- |
| El Hadji Diouf | napadalec | 15. januar 1981 |

| Nogometaš   | Položaj | Datum rojstva |
| ----------- | ------- | ------------- |
| George Best | vezist  | 22. maj 1946  |

| Nogometaš      | Položaj   | Datum rojstva |
| -------------- | --------- | ------------- |
| Kenny Dalglish | napadalec | 4. marec 1951 |

| Nogometaš         | Položaj   | Datum rojstva  |
| ----------------- | --------- | -------------- |
| Emilio Butragueño | napadalec | 22. julij 1963 |
| Luis Enrique      | vezist    | 8. maj 1970    |
| Raúl              | napadalec | 27. junij 1977 |

| Nogometaš      | Položaj | Datum rojstva |
| -------------- | ------- | ------------- |
| Rüştü Reçber   | vratar  | 10. maj 1973  |
| Emre Belözoğlu | vezist  | 9. julij 1980 |

| Nogometaš       | Položaj   | Datum rojstva      |
| --------------- | --------- | ------------------ |
| Andrij Ševčenko | napadalec | 29. september 1976 |

| Nogometaš        | Položaj   | Datum rojstva     |
| ---------------- | --------- | ----------------- |
| Enzo Francescoli | napadalec | 12. november 1961 |

| Nogometaš      | Položaj          | Datum rojstva   |
| -------------- | ---------------- | --------------- |
| Michelle Akers | vezist/napadalec | 1. februar 1966 |
| Mia Hamm       | napadalec        | 17. marec 1972  |